# شیراک (کاشاتاق)
شیراک (ارمنی: Շիրակ؛ ترکی آذربایجانی: Qiyaslı) یک روستا در جمهوری آرتساخ است که در استان کاشاتاق واقع شده‌است.